# Satoshi Yamaguchi
Satoshi Yamaguchi (山口 智?, Yamaguchi Satoshi; Sakawa, 17 aprile 1978) è un allenatore di calcio ed ex calciatore giapponese, di ruolo difensore, tecnico dello Shonan Bellmare.

## Palmarès

### Giocatore

#### Club

##### Competizioni nazionali
- Campionato giapponese: 1

Gamba Osaka: 2005
- Supercoppa del Giappone: 1

Gamba Osaka: 2007
- Coppa J. League: 1

Gamba Osaka: 2007
- Coppa dell'Imperatore: 2

Gamba Osaka: 2008, 2009

#### Competizioni internazionali
- Pan-Pacific Championship: 1

Gamba Osaka: 2008
- AFC Champions League: 1

Gamba Osaka: 2008

#### Nazionale
- Kirin Cup: 1

2009

### Individuale
- Squadra del campionato giapponese: 3

2006, 2007, 2008